# Цалкский язык
Цалкский язык — восточно-анатолийский диалект турецкого, на котором говорят цалкинские греки, населяющие Цалкский и Тетрицкаройский муниципалитеты Грузии.

## О названии
Говорящие не называют свой язык цалкским; вместо этого они используют описательный термин «бизим дили» («наш язык»). Цалкинские греки также называют свой язык «мусульманджа» («мусульманский язык») и часто идентифицируют себя как урумов из-за представления о том, что национальность определяется лингвистической классификацией языка; эта точка зрения активно продвигалась советской бюрократией. В то же время цалкинцев оскорбляет утверждение, что они «ненастоящие греки» из-за турецкого влияния. Согласно исследованию Гаркавца, православные греки Мариуполя, тоже говорящие на диалекте турецкого, не испытывают подобной неуверенности из-за языка.

## Классификация
С типологической точки зрения цалкский является анатолийским диалектом турецкого языка.
У цалкского есть диалектные группы: основные называются «гро» и «пасена»; в обеих турецкая трёхсоставная парадигма прошедшего времени глаголов заменена на единую форму: диалекты «гро» выбрали для этого суффикс /-mɨş/ (обозначающий аорист в литературном турецком), а «пасена» — суффикс /-di/ (маркирует категорическое прошедшее в турецком). Имеются сведения о том, что карский диалект цалкского сохранил исконную систему прошедших времён.

## Современное положение
Не все греки Цалки говорят на цалкском; среди них много говорящих на понтийском языке. Цалкский является исключительно устным языком и не имеет письменности.
Цалкский — язык с низким престижем, его считают стыдным или проклятьем греков Цалки, но вместе с тем говорящие считают, что переход на турецкий позволил им сохранить православие; это противопоставляется в их сознании с ситуацией понтийцев, перешедших в ислам, но сохранивших греческий язык. Настоящая причина языкового сдвига неизвестна; в Османской империи обычной была обратная ситуация (к примеру, в Боснии, Герцеговине, Албании и Греции); возможно дело в том, что население более крупных городов перешло на турецкий, тогда как сельчане продолжили говорить на понтийском.
Цалкский стал менее стигматизирован после распада СССР в 1991 году, так как его частичная взаимопонятность с турецким помогала носителям ездить за турецкими товарами. Общий язык также помогает цалкинским грекам заводить дружеские отношения с тюркоязычными соседями, слушать турецкую музыку и смотреть продукцию турецкого кинематографа. Большинство цалкинцев сообщают о желании учить греческий.

## История
Основная часть предков цалкинских греков переехала в Грузию из ила Эрзурум. Большинство цалкинских фамилий отражают эту историю миграции: они созданы добавлением турецкого суффикса (обычно -gil) к фамилии патриарха семьи во время миграции. Фамилии других кончаются на русский суффикс -ов или -ев.
Крупнейшая волна понтийской миграции в Грузию произошла в 1830 году. Греки сотрудничали с русскими солдатами, вошедшими на османские земли в 1828 году, и боялись мести турок после подписания Адрианопольского договора, возвращавшего османам территории со значительным греческим населением. Более 42 000 греков, живших в Ахалцихском пашалыке, Карсе, Баязете и Эрзуруме, покинули Турцию, что составляло не менее 1/5 части общего греческого населения этих мест. Цалкинские греки бежали в Грузию в 1830 году: из Гюмюшхане и Мадена в мае, из деревни Башкёй в вилайете Эрзурум в июле; третья, самая многочисленная группа прибыла из различных санджаков вилайета Эрзурум в течение второй половины того же года. К концу 1831 года греческое население Цалки осело в 18 деревнях и составило 642 семьи. Большинство мигрантов дома говорили на понтийском греческом, но последующие поколения перешли на лингва франка, которым тогда был турецкий. Это отражается в топонимах: у многих греческих деревень в Цалке греческие названия, но их жители не говорят на греческом.
В 1979 году цалкинские греки составляли треть всего греческого населения Грузии. В последующие десятилетия многие из них уехали в Крым, Ставропольский и Краснодарский края.

## Лингвистическая характеристика

### Фонология
Звуковая система цалкского преимущественно совпадает с другими восточно-анатолийскими диалектами:
|              | Передние   | Передние     | Задние     | Задние |
| неогублённые | огублённые | неогублённые | огублённые |        |
| ------------ | ---------- | ------------ | ---------- | ------ |
| Верхние      | i          | y            | ɨ          | u      |
| Нижние       | e          | œ            | a          | o      |

Имеется тенденция к ослаблению турецкого сингармонизма по ряду, из-за которой парные турецкие суффиксы, такие как маркер множественного числа -lar/ler заменяется единственным суффиксом (-lar), используемым во всех случаях.
Качество гласного звука /i/ стало значительно ближе к /ɨ/ под влиянием новогреческого языка.
Новогреческий имел влияние и на другие аспекты цалкского: последний скопировал палатализацию /k/ и /g/ перед гласными переднего ряда в /t͡ʃ/ и /d͡ʒ/.
Просодические особенности цалкского, такие как интонация, демонстрируют влияние понтийского языка.

## Лексика
Цалкский содержит множество новогреческих заимствований, значительная часть которых относится к христианству (например, kilise, «церковь», из греч. ἐκκλησία) или сфере образования (melani, «чернила», из греч. μελάνι). В то же время, турецких слов много даже в религиозном контексте: namaz, «молитва». Многие грецизмы в цалкском очень близки таким же заимствованиям в урумский, турецкие диалекты греков Краснодарского края и гагаузский; Фатима Елоева писала, что причиной этого общего вида является заимствование из литературной традиции караманлидов, туркоязычных греков, ассимилированных в греческую нацию в XX столетии.

## Комментарии
1. ↑  также известны как понтийские урумы
2. ↑  простое прошедшее, аорист и категорическое прошедшее время